# Església parroquial dels Reguers
L'Església parroquial dels Reguers és una església barroca de Tortosa inclosa a l'Inventari del Patrimoni Arquitectònic de Catalunya.

## Descripció
Edifici de planta rectangular, amb murs de maçoneria ordinària, coberta de teula a dos aigües. La seva façana presenta una porta d'accés, centrada, amb arc escarser rebaixat. S'hi accedeix per dos graons de pedra. Sobre l'eix de la porta s'inscriu un ull de bou i el capcer queda rematat per una cornisa mixtilínia centrada, amb corbes el·líptiques. Parament emblanquinat. A la cantonada, petita torre campanar en maó vist, de planta quadrada, amb arcs de mig punt i rellotge a sobre.

## Història
Església dedicada a Sant Antoni Abat.